# Vladimir Popović
Vladimir Popović (Podgorica, 5 de juny de 1976) és un futbolista montenegrí.
Va jugar al Budocnost de la seua ciutat natal i al Zemun. A la competició espanyola va militar a l'Sporting de Gijón, al Màlaga CF i al Getafe CF, per retornar després als Balcans.